# Last Fair Deal Gone Down (альбом)
Last Fair Deal Gone Down (с англ. — «Последняя честная сделка сорвалась») — пятый студийный альбом шведской метал-группы Katatonia, выпущенный 8 мая 2001 года рекорд-лейблом Peaceville Records. Альбом назван в честь песни дельта-блюз-певца Роберта Джонсона. Этот релиз является первым из серии четырёх альбомов группы, которые были выпущены с неизменным составом в лице Йонаса Ренксе, Андерса Нюстрёма, Фредрика Норрмана, Маттиаса Норрмана и Даниэля Лильеквиста.

## Предыстория
После своего образования в начале 1990-х группа выпустила два альбома в стиле дэт/дум с использованием скриминга — Dance of December Souls и Brave Murder Day. Напряжение и проблемы со здоровьем связанное с голосовыми связками вокалиста Йонаса Ренксе в сочетании с желанием расшириться в музыкальном и творческом плане заставляют группу отказаться от жанра и заняться более мелодичной метал-музыкой с чистым вокалом, выпустив ещё два альбома — Discouraged Ones и Tonight's Decision. Группа, довольная своим прогрессом, стремилась создать более разнообразную и сложную работу. Поскольку на предыдущих сессиях происходили изменения в кадрах Katatonia, группа сначала попыталась укрепить свой состав. Группа наняла Даниэля Лильеквиста в качестве нового барабанщика, роль которого ранее исполняли Ренксе и сессионный музыкант Дан Сванё. Это позволило Ренксе полностью сосредоточиться на вокале и текстах песен. Кроме того, бас-гитара, которая была записана гитаристом Фредриком Норрманом в предыдущем альбоме и рядом других музыкантов ранее, теперь была заменена младшим братом Фредрика, Маттиасом Норрманом, что позволило в свою очередь Фредрику сконцентрироваться только на роли второго гитариста. Такая «настройка» позволила группе укрепить свой состав для записи альбома и последующих трёх альбомов.

## Сочинение и запись
Работа над альбомом началась вскоре после выхода их предыдущего альбома, Tonight’s Decision, в 1999 году. Как и в случае с другими их альбомами, бо́льшая часть текстов была написана основателями группы Ренксе и Андерсом Нюстрёмом; Ренксе писал тексты, а Нюстрём — музыку. Сосредоточенные занятия сочинительством длились от шести до семи месяцев, хотя многие идеи для песен были написаны Ренксе с перерывами на протяжении многих лет. Группа была подвержена приступам писательского застоя, так что у Ренксе вошло бы в привычку постоянно записывать и компилировать «грубые» идеи для песен, к которым нужно возвращаться, и воплощать их в жизнь во время специальных сессий по написанию.
Запись проходила с перерывами с апреля по декабрь 2000 года в Sunlight Studios в Стокгольме. Финансовые проблемы вынудили группу записывать его рывками, на протяжении всего этого времени. Сессии были напряжёнными, участники группы были разочарованы тем, что их финансовые ограничения часто приводят к вынужденным перерывам, когда они хотят продолжить работу над альбомом. Кроме того, увеличение времени простоя привело к беспокойству и зацикливанию на мелких деталях того, чего они достигли за время работы в студии. Размышления привели к тому, что многие партии в песнях были отредактированы, переделаны или выброшены из окончательной версии альбома, что, по мнению Ренксе, было напряжённым в то время, но в итоге привело к альбому, который более точно отражал их желаемое звучание.

## Композиция и темы
Альбом показал, что группа всё больше отдаляется от своих метал-корней. Ренксе заявил, что музыка по-прежнему уходит корнями в «мрачный метал», но что группа отошла от своего прежнего звучания в пользу чего-то, что «послушали бы их родители», с более зрелым тоном. Чувствуя, что в предыдущих альбомах, особенно в Discouraged Ones, было слишком много песен, которые звучали слишком однотипно, Ренксе заявил, что группа стремилась придать каждой песне более сильную индивидуальность в качестве «собственной главы или звучания». Американская прогрессив-метал группа Tool и их релиз Ænima (1996 г.) оказала сильное влияние на альбом. Уильям Йорк из AllMusic описал звучание альбома как «депрессивный, тяжёлый альтернативный рок с заметным влиянием The Cure», но отметил, что «Katatonia на самом деле здесь больше не играют метал». В альбоме присутствует полностью чистый вокал Ренксе, часто наложенный друг на друга, наряду с сильными искажёнными гитарными партиями и сильным звучанием барабанов. Композиция «We Must Bury You» содержит электронные элементы, заменяющие ударные партии. Изначально это было сделано потому, что Лильеквист в то время жил за городом и уже уехал, когда Нистрём закончил его написание. Из-за ограниченного времени в студии и, как правило, небольшой длины композиции, для воспроизведения звука была использована драм-машина, что, по мнению группы, помогло внести вклад в разнообразие альбома без полного изменения звучания группы.
Тексты песен Ренксе описал как «очень личные» и рассказывающие о его собственных проблемах в жизни. Он попытался «объединить» текст и вокал, чтобы передать чувство отчаяния, которое он испытывал из-за своих проблем. Со временем он почувствовал, что личная лирика может стать непосильной как для него самого, так и для слушателя, и решил вместо этого написать несколько песен, основанных на художественной литературе. Так, «We Must Bury You» была посвящена газетной статье, которую вокалист прочитал о людях, совершивших случайное убийство, и о страхе и сожалении, которые, как он представлял, они испытывали, заботясь о теле. «Sweet Nurse» была ещё одним полностью вымышленным рассказом.

## Выпуск и продвижение
За три месяца до релиза группа выпустила мини-альбом Teargas, по сути, являющийся продолжением одноимённого сингла. Это не было чем-то вынужденным со стороны их звукозаписывающего лейбла, скорее, это был способ выпустить больше музыки, чем просто сингл, в течение довольно значительного времени до выхода альбома. В дополнение к песне «Teargas», в альбом также вошли два би-сайда, записанные на последних сессиях Fair Deal Gone Down — «Sulphur» и «March 4». Альбом был выпущен 8 мая 2001 года. Лейбл группы Peaceville прикрепил к пластинке наклейку, в которой утверждалось, что это, возможно, лучшая пластинка, выпущенная лейблом.
Альбом также переиздавался несколько раз, в том числе в 2004 году, на виниле в 2007 году, и снова в качестве «юбилея в честь 10-летия» релиза в 2011 году. Вскоре после первоначального выпуска альбома группа отправилась в европейское турне, начинающееся в июне 2001 года, включая первое выступление группы в Финляндии.

## Приём критиков
| Оценки критиков     | Оценки критиков |
| Источник            | Оценка          |
| ------------------- | --------------- |
| AllMusic            | [ 1 ]           |
| Chronicles of Chaos | (9/10)          |
| Sputnikmusic        | [ 7 ]           |

Альбом получил высокие оценки критиков от рецензентов. Уильям Йорк из AllMusic высоко оценил возросшую производственную ценность альбома по сравнению с предыдущими релизами группы, заявив, что он хорошо сработал для «акцентирования динамики тихого куплета/громкого припева… заставляя громкие партии звучать сильнее, а более мягкие — прорисовывать больше деталей» и пришёл к выводу, что это «<…> в целом превосходный альбом: тяжёлый, мелодичный, наполненный атмосферой и меланхолией». Педро Азеведо из Chronicles of Chaos также похвалил продюсирование альбома и его звучание, заявив, что оно «<…> даже более запоминающееся, чем это было в Discouraged Ones несмотря на то, что каждый бит столь же эмоционален и музыкально более насыщен и динамичен, чем та первая запись их эпохи чистого вокала, альбом является выдающимся возвращением Katatonia к высшей форме. Вокал Ренксе лучше, чем когда-либо, и по-настоящему замечательный… и это одна полностью прослушиваемая, приятная и трогательно эмоциональная запись».

## Список композиций
Все тексты написаны Йонасом Ренксе, вся музыка написана Андерсом Нюстрёмом, за исключением отмеченных.
| №                   | Название               | Музыка                          | Длительность |
| ------------------- | ---------------------- | ------------------------------- | ------------ |
| 1.                  | «Dispossession»        |                                 | 5:33         |
| 2.                  | «Chrome»               | Андерс Нюстрём, Фредрик Норрман | 5:11         |
| 3.                  | «We Must Bury You»     |                                 | 2:48         |
| 4.                  | «Teargas»              |                                 | 3:22         |
| 5.                  | «I Transpire»          | Андерс Нюстрём, Фредрик Норрман | 5:54         |
| 6.                  | «Tonight's Music»      | Андерс Нюстрём, Йонас Ренксе    | 4:17         |
| 7.                  | «Clean Today»          |                                 | 4:22         |
| 8.                  | «The Future of Speech» | Андерс Нюстрём, Фредрик Норрман | 5:38         |
| 9.                  | «Passing Bird»         | Андерс Нюстрём, Йонас Ренксе    | 3:35         |
| 10.                 | «Sweet Nurse»          |                                 | 3:53         |
| 11.                 | «Don't Tell a Soul»    | Андерс Нюстрём, Фредрик Норрман | 5:42         |
| Общая длительность: | Общая длительность:    | Общая длительность:             | 50:39        |

| №                   | Название            | Музыка                       | Длительность |
| ------------------- | ------------------- | ---------------------------- | ------------ |
| 12.                 | «Sulfur»            | Андерс Нюстрём, Йонас Ренксе | 6:22         |
| 13.                 | «March 4»           | Андерс Нюстрём, Йонас Ренксе | 3:51         |
| 14.                 | «Help Me Disappear» | Андерс Нюстрём, Йонас Ренксе | 5:13         |
| Общая длительность: | Общая длительность: | Общая длительность:          | 66:12        |

| №                   | Название                                    | Музыка                       | Длительность |
| ------------------- | ------------------------------------------- | ---------------------------- | ------------ |
| 12.                 | «Sulfur»                                    | Андерс Нюстрём, Йонас Ренксе | 6:22         |
| 13.                 | «March 4»                                   | Андерс Нюстрём, Йонас Ренксе | 3:51         |
| 14.                 | «Help Me Disappear»                         | Андерс Нюстрём, Йонас Ренксе | 5:13         |
| 15.                 | «O How I Enjoy the Light» (кавер на Palace) | Уилл Олдхэм                  | 2:44         |
| Общая длительность: | Общая длительность:                         | Общая длительность:          | 69:05        |

## Участники записи
- Йонас Ренксе — вокал
- Андерс Нюстрём — гитара и меллотрон
- Фредрик Норрман — гитара
- Маттиас Норрман — бас-гитара
- Даниэль Лильеквист — ударные